# Цыган (фильм, 1979)
«Цыган» — художественный четырёхсерийный фильм, снятый советским режиссёром Александром Бланком по мотивам одноимённого романа Анатолия Калинина. Премьера на 1 канале ЦТ состоялась 18 августа 1980 года.

## Сюжет
Молодая деревенская женщина, Клавдия Пухлякова, находит у раздавленной немецкими танками кибитки цыганского мальчика. Пожалев ребёнка, она берёт его домой и растит как собственного сына. Проходит 16 лет. Однажды в селе появляется цыган Будулай, одинокий, много переживший человек. Он очень быстро завоёвывает симпатии приёмного сына Пухляковой. Подозревая, что Будулай и есть отец её цыганёнка, Клавдия опасается, что покой семьи будет нарушен.

## В ролях
- Михай Волонтир — Будулай Романов
- Клара Лучко — Клавдия Петровна Пухлякова
- Алексей Никульников — Ваня, сын Будулая и Клавдии
- Нина Русланова — Катька-Аэропорт
- Майя Булгакова — Лущилиха
- Леонид Неведомский — председатель колхоза Тимофей Ильич Ермаков
- Матлюба Алимова — Настя
- Василий Руснак — Вася
- Иван Рыжов — директор конезавода генерал Пётр Максимович Стрепетов
- Ольга Жулина — Нюра, дочь Клавдии
- Соня Тимофеева — Шелоро
- Рудик Овсепян — Егор Романов
- Михаил Долгинин — Мишка Солдатов
- Михаил Матвеев — Егор Шелухин, фронтовой друг Будулая
- Владимир Заманский — Привалов
- Евгений Буренков — начальник училища Андрей Николаевич
- Светлана Коновалова — Клавдия Андреевна Привалова
- Стасис Пятронайтис — Станислав Ожогин, фронтовой друг Будулая
- Юрий Шерстнёв — «Лысый», главарь банды
- Олег Хабалов — усатый цыган
- Константин Бутаев — цыганский бандит
- Геворг Абазян
- Думитру Карачобану — директор совхоза
- Мария Капнист — старая цыганка
- Валерий Майоров — Игорь
- Сергей Приселков — старшина Поликарп Тарасович Пилипчук (Карпуша)

## Съёмочная группа
- Режиссёр-постановщик: Александр Бланк
- Авторы сценария: Наталья Калинина, Александр Бланк, Радий Кушнерович
- Оператор-постановщик: Николай Васильков
- Художник-постановщик: Анатолий Наумов
- Композитор: Валерий Зубков

На главную музыкальную тему фильма Александром Лепейко (Поручик) были написаны стихи, в результате получилась песня «Моя дорога», которая стала известна в исполнении Константина Крымского, а также в исполнении самого Александра Поручика. На данную музыку также существуют и другие стихи, написанные для женского исполнения (исполняла Лариса Долина).